# Xironodrilus applachius
Xironodrilus applachius är en ringmaskart som beskrevs av Goodnight 1943. Xironodrilus applachius ingår i släktet Xironodrilus och familjen Xironodrilidae. Inga underarter finns listade i Catalogue of Life.